# Wojciech Gutorski
Wojciech Robert Gutorski (ur. 25 maja 1982 w Bydgoszczy) – polski wioślarz, olimpijczyk. Reprezentuje klub LOTTO-Bydgostia Bydgoszcz. W konkurencji ósemek na letnich igrzyskach olimpijskich w Atenach (2004) zajął 8. miejsce, a na letnich igrzyskach olimpijskich w Pekinie (2008) – 5. miejsce. W konkurencji dwójki bez sternika na letnich igrzyskach olimpijskich w Londynie (2012) zajął 10. miejsce.
W 2009 za osiągnięcia sportowe został odznaczony Złotym Krzyżem Zasługi.

## Osiągnięcia

### Igrzyska olimpijskie
- 8. miejsce – ósemki (Ateny 2004)
- 5. miejsce – ósemki (Pekin 2008)
- 10. miejsce – dwójki (Londyn 2012)

### Mistrzostwa świata
- 5. miejsce – ósemki (2005)
- 6. miejsce – ósemki (2006, 2007)
- 8. miejsce – ósemki (2003)
- 11. miejsce – ósemki (2002)
- 12. miejsce – ósemki (2001)
- 4. miejsce – ósemki (2009)
- 5. miejsce – dwójki (2013)

### Mistrzostwa Europy
- Mistrzostwa Europy – Poznań 2007 – ósemka – 2. miejsce[2].
- Mistrzostwa Europy – Ateny 2008 – ósemka – 3. miejsce[2].
- Mistrzostwa Europy – Brześć 2009 – ósemka – 1. miejsce[2].
- Mistrzostwa Europy – Sewilla 2013 – dwójka bez sternika – 2. miejsce.

### Kwalifikacje olimpijskie
- 2. miejsce – ósemki (2004)

### Puchar Świata
- 2. miejsce – ósemki (Wiedeń 2001, Monachium 2007)
- 3. miejsce – ósemki (Lucerna 2005, Lucerna 2007, Poznań 2008)
- 4. miejsce – ósemki (Poznań 2007)
- 5. miejsce – ósemki (Monachium 2005)
- 6. miejsce – czwórki bez sternika (Monachium 2003)
- 6. miejsce – ósemki (Hazewinkel 2002, Eton 2005, Amsterdam 2007, Lucerna 2008)
- 7. miejsce – ósemki (Poznań 2004)
- 8. miejsce – ósemki (Mediolan 2003)
- 9. miejsce – ósemki (Lucerna 2002, Lucerna 2007)
- 11. miejsce – ósemki (Lucerna 2003, Linz 2007)

### Mistrzostwa świata juniorów
- 1. miejsce – ósemki (1999)
- 2. miejsce – dwójki bez sternika (2000)

### Mistrzostwa Polski
- 1. miejsce – czwórki bez sternika (2006)
- 1. miejsce – ósemki (2003, 2005, 2006)
- 2. miejsce – czwórki ze sternikiem (2005)
- 2. miejsce – ósemki (2007)